# Club Social y Deportivo Fontana
El Club Social y Deportivo Fontana es una institución deportiva argentina de la ciudad de Fontana, Provincia del Chaco; su principal actividad es el fútbol. Fue fundado el 14 de enero de 1940. Los colores que representan al primer equipo son azul y blanco y el club es conocido en el medio futbolístico como Taninero, debido a las plantas de taninos de la zona.
En toda su historia el club ha participado en diversos torneos nacionales organizados por la Asociación del Fútbol Argentino (AFA), entre ellos, la Copa Argentina, Torneo Argentino B, Torneo Federal B y Torneo Argentino C. Además participa en la Liga Chaqueña de Fútbol, donde logró 5 campeonatos. En febrero de 2021 participa del Torneo Federal Amateur, la cuarta categoría del fútbol argentino.
Como entidad social, el club también ha sido beneficiado económicamente por parte del Estado. Estas mejoras han permitido desarrollar proyectos en sectores de la educación, la salud y la urbanización.
Su clásico rival es el Club Atlético Vélez Sarsfield Libertad, con el cual disputa el "Clásico del Oeste", conocido así debido a que la sede de Vélez se halla lindera a la divisoria municipal Fontana-Resistencia, pero del lado de Resistencia.
Otro clásico rival de Fontana es el Club Atlético Independiente Tirol, con el que disputan el "Clásico taninero", llamado así debido a la condición de urbes tanineras que le daban a Fontana y Puerto Tirol, las plantas industriales de esta rama productiva. Este clásico toma estado debido a la relativa cercanía física de ambas localidades, aproximadamente a 8 kilómetros una de otra.
También se practican balonmano, vóley, hockey, artes marciales, patín artístico y gimnasia aeróbica; asimismo sus instalaciones son aprovechadas para capacitaciones y actividades políticas.

## Historia
Los comienzos de este club se remontan a la década de los años 1920, inicialmente se denominaba "Club Sportivo Fontana". En él se dedicaban a la práctica de fútbol los obreros y empleados de la fábrica de tanino. La gran mayoría de los jugadores eran de la zona y de localidades cercanas como Río Arazá y Puerto Vicentini. El club participaba del campeonato local de la Liga Chaqueña de Fútbol con destacadas actuaciones.
Las crisis que afectaban a la fábrica se hacían sentir en el Club, hasta que el 14 de enero de 1940 se dictó el Estatuto con su reglamento y se crea el "Club Social y Deportivo Fontana", que era la continuación del anterior.
El mote de Taninero hacee alusión a la «fábrica de taninos» donde se originó el club. Su presidente es Raúl Mantara.
En 1997, luego de 28 años de su primer título liguista, consigue salir campeón del Clausura, y del Oficial, venciendo en las finales a Central Norte Argentino, y de esa manera accedía a jugar el Torneo Argentino B 1998-99. Luego en 2000 se produce su descenso a la Primera B liguista, de la cual regresa como campeón en 2001, aunque luego desciende a la B en 2002, para regresar a inicios de 2004 a la A ganando un torneo Promocional, para permanecer desde entonces en Primera A. En 2019, luego de varias temporadas consecutivas peleando los primeros puestos del campeonato, y luego de 22 años, logra coronarse campeón de la Liga Chaqueña por cuarta vez en su historia.
En febrero de 2021 llegó a la etapa final del Torneo Transición Regional Federal Amateur 2020-21 por el ascenso al Torneo Federal A frente a Gimnasia y Tiro (Salta), perdiendo por 2-0 en Santiago del Estero. Luego, a fines del mismo año, el 30 de diciembre, logra coronarse nuevamente campeón de la Liga por quinta vez en su historia, en el Clausura 2021, venciendo en la final a Resistencia Central por 2-1.

### Proyecto social y comunitario
En 2015 se inauguró un microestadio de fútbol, y se mejoraron varias instalaciones como el polideportivo Néstor Kirchner y un Centro Integrador Comunitario. El microestadio está destinado exclusivamente para el club.

## Estadio
Su estadio lleva el nombre oficial del club, localizado en el pasaje Jujuy y Av. Augusto Rey con capacidad para 6500 espectadores. Su estadio data de los años 1960, y en 2013 fue acondicionado para poder ser sede del Argentino B.

## Palmarés

### Torneos regionales
- Liga Chaqueña de Fútbol (7): 1969, Clausura 1997, Oficial 1997, 2019, Clausura 2021, Clausura 2023, Clausura 2024[12]
- Torneo de Campeones (2): 1970-1971.[12]
- Copa Chaco (1):  2011.[23]
- Torneo Federativo (1): 2011
- Torneo Regional Federal Amateur (1): 2020-21

## Trayectoria
Participaciones en competiciones nacionales y regionales:
- Copa Argentina[8]
- Torneo Argentino B[9]
- Torneo Federal B[10]
- Torneo Argentino C[11]
- Liga Chaqueña de Fútbol
- Torneo Regional Federal Amateur